# Simone Beck
Pour les articles homonymes, voir Beck.
Simone Beck (née le 7 juillet 1904 en Normandie et morte le 20 décembre 1991) est une cuisinière française. Elle est connue pour avoir été professeure de cuisine et auteur de livres de cuisine en collaboration avec Julia Child et Louisette Bertholle. Simone Beck a joué un rôle important dans l'introduction de la technique et des recettes de cuisine française dans les foyers américains.

## Jeunesse
Simone Beck est née le 7 juillet 1904 à Tocqueville-en-Caux, près de Dieppe en Normandie. Sa famille s'est enrichie grâce à la création et à la production de liqueur bénédictine. Le Palais de la Bénédictine se trouve à Fécamp et est toujours en activité.
Enfant, Simone Beck aime particulièrement aider la cuisinère de sa famille à cuisiner et préparer des desserts ou des repas entiers. Après avoir passé plusieurs années à apprendre les techniques de la reliure, elle deviendra représentante commerciale, activité qui l'amènera à rencontrer son deuxième mari. Mais l'essentiel de l'activité et de la carrière de Simone Beck est dévoué à la gastronomie. En 1933, à la fin de son mariage avec Jacques Jarlaud, elle suit les cours dispensés à la prestigieuse école Le Cordon Bleu à Paris. En 1937, elle épouse Jean Victor Fischbacher, en gardant son nom de jeune fille comme nom de plume, tout en conservant le nom de son mari en société. 

## Carrière dans la gastronomie
La carrière professionnelle de Simone Beck en tant que cuisinière et enseignante a débuté après la Seconde Guerre mondiale et après avoir rejoint le Cercle des Gourmettes, un club culinaire réservé aux femmes. Inspirée par Louisette Bertholle et son mari, elle décide de participer à la rédaction de livres de recettes françaises adaptées pour le marché américain. 
La première tentative d'écriture d'un livre de recettes n'ayant pas abouti, Simone Beck et Louisette Bertholle publient un précis intitulé Qu'est-ce qui mijote en France ? en 1952. Après cela, elles publient une brochure intitulée Le Pruneau devant le fourneau: Recettes de cuisine (vers 1952), seule publication de Simone Beck en français (pour un exemplaire, voir Avis DeVoto Papers, A-167, no 36). En 1949, après avoir rencontré Julia Child, elles décident d'écrire à trois mains un livre de recettes françaises pour les Américains. Simone Beck s'associe à Julia Child et Louisette Bertholle pour écrire et publier en 1961 l'ouvrage Maîtriser l'art de la cuisine française, suivi d'un volume 2 en 1970 (mais sans la participation de Louisette Bertholle pour ce deuxième opus). Elles abordent dans le second volume plusieurs sujets (en particulier la boulangerie et la charcuterie) qui, selon les auteurs, n’avaient pas fait l’objet d’une couverture suffisante dans le premier volume. 
Louisette Bertholle et Julia Child sont devenues membres du Cercle des Gourmettes. Après 3 ans, les femmes ont formé l'École des Trois gourmandes pour donner des cours de cuisine française aux Américaines vivant à Paris. Cette école fonctionna jusqu'à la fin des années 1970. Alors que Child est devenue une cheffe célèbre à la télévision aux États-Unis, Simone Beck choisit de continuer à donner des cours de cuisine à domicile à son domaine de Bramafan, près de Grasse. En 1972, Simone publie son propre livre de cuisine, Simca's Cuisine (en collaboration avec Patricia Simon), en utilisant certaines des recettes qui n’avaient pas été mentionnées dans les livres précédents écrits avec Child et Bertholle. En 1979, elle publie le deuxième volume, Nouveaux menus de la cuisine de Simca, avec Michael James, qui est son élève, son ami et son assistant depuis les années 1970. Food and Friends: Recettes et souvenirs de Simca's Cuisine, son autobiographie et son dernier livre de recettes (avec Suzy Patterson), ont été publiés en 1991, année de son décès. 

## Œuvres
- Maîtriser l'art de la cuisine française volume 1 co-écrit avec Julia Child et Louisette Bertholle, 1961
- Maîtriser l'art de la cuisine française tome 2 co-écrit avec Julia Child, 1970
- Simca's Cuisine: 100 recettes françaises classiques pour toutes les occasions co-écrit avec Patricia Simon, 1972
- Nouveaux menus de Simca's Cuisine co-écrit avec Michael James, 1979
- Food and Friends: Recettes et souvenirs de la cuisine de Simca, en collaboration avec Suzanne Patterson, 1991

## Reconnaissance posthume
Au cinéma, elle est interprétée par l'actrice américaine Linda Emond dans le film Julie & Julia, en 2009.